# Georgiani
I georgiani, o cartveliani (in georgiano ქართველები?; cartvelebi) sono un popolo originario del Caucaso.
La lingua georgiana ha una ricca tradizione letteraria e l'alfabeto georgiano è uno dei 14 alfabeti unici esistenti al mondo. La turbolenta storia della Georgia è stata caratterizzata da una marcata fierezza nazionale che ne ha preservato l'esistenza e la cultura: questo popolo ha dovuto sopravvivere a circa 4 000 anni di invasioni straniere nel corso della sua storia.